# Libellula quadrimaculata
La libellula dalle quattro macchie (Libellula quadrimaculata Linnaeus, 1758) è un insetto appartenente all'ordine degli Odonati, diffuso in Europa, Asia e Nord America.